# Khâu Thành Đồng
Khâu Thành Đồng (tên tiếng Anh: Shing-Tung Yau, chữ Hán: 丘成桐, sinh ngày 4 tháng 4 năm 1949), là một nhà toán học Hoa Kỳ gốc Hoa, giữ ghế giáo sư William Caspar Graustein tại đại học Havard từ năm 1987 cho đến năm 2022. Tháng 4 năm 2022, ông tuyến bố rời bỏ vị trí giáo sư toán học tại Đại học Harvard để về công tác tại Đại học Thanh Hoa để xây dựng nền toán học mạnh hơn nữa tại Trung Quốc.
Ông sinh ra ở Sán Đầu, Trung Quốc, sau đó chuyển đến Hồng Kông và đến Hoa Kỳ vào năm 1969. Ông nhận huy chương Fields năm 1982 cho đóng góp của ông về phương trình đạo hàm riêng, giả thuyết Jacobi, định lý năng lượng dương và phương trình Monge-Ampère. Ông được công nhận là một trong những chuyên gia hàng đầu và có đóng góp quan trọng cho sự phát triển của hình học vi phân và giải tích hình học hiện đại.
Nghiên cứu của ông có ảnh hưởng tới rất nhiều ngành khác nhau của toán học và vật lý lý thuyết như hình học vi phân, phương trình đạo hàm riêng, hình học lồi, hình học đại số, đối xứng gương, thuyết tương đối rộng và lý thuyết dây.

## Tiểu sử
Khâu sinh ra ở Sán Đầu, Quảng Đông, Trung quốc. Tổ tiên của ông là người Khách Gia ở Tiêu Lĩnh. Ông có bảy anh chị em, trong số đó có Stephen Shing-Toung Yau (Khâu Thành Đống), cũng là một nhà toán học, nghiên cứu chủ yếu về hình học đại số. Khi Khâu vừa được vài tháng tuổi thì gia đình ông chuyển đến Hồng Kông.
Cha của ông là Khâu Trấn Anh, một giáo sư triết học Trung Hoa yêu nước. Dưới sự ảnh hưởng của cha mình, Khâu có một nền tảng kiến thức rộng lớn về văn học và lịch sử Trung Quốc, điều này được nêu rõ trong tiểu sử của ông, khi ông có thể viết thư pháp và làm thơ. Mẹ ông là Yeuk Lam Leung, quê ở My Huyện.
Gia đình có ảnh hưởng rất lớn đến con đường sau này của Khâu, khi ông coi cha mình như một hình mẫu để phát triển bản thân. Ông từng phát biểu rằng: "Có một sự thật rằng, tôi có thể hiểu rõ hơn những cuộc đối thoại với cha mình sau khi học hình học" (nguyên văn: "In fact, I felt I could understand my father's conversations better after I learned geometry").
Sau khi tốt nghiệp từ trường phổ thông Bội Chính, ông tiếp tục theo học toán học tại Đại học Trung văn Hương Cảng từ năm 1966 đến 1969. Ông tới đại học California, Berkeley vào mùa thu năm 1969, nơi ông nhận bằng Ph.D về toán học trong hai năm, dưới sự hướng dẫn của nhà toán học lừng danh, người được coi là cha đẻ của hình học vi phân hiện đại: Shiing-Shen Chern (Trần Tỉnh Thân). Có một sự thật thú vị là những gì Khâu viết trong luận án của mình được ông tìm ra trước khi xin làm Ph.D với Trần (việc này được nói rõ trong hồi kí của ông). Khâu dành một năm tại viện nghiên cứu cao cấp Princeton trước khi gia nhập đại học Stony Brook vào năm 1972 với cương vị trợ lý giáo sư. Năm 1974, ông trở thành phó giáo sư tại đại học Stanford.
Năm 1978, ông trở thành người không quốc tịch sau biến cố chính trị xảy ra ở Hồng Kông. Khi ông nhận huy chương Fields năm 1982, ông đã nói rằng:"Tôi rất tự hào khi nói rằng khi tôi nhận được huy chương Fields, tôi không có hộ chiếu của bất kỳ quốc gia nào và tôi muốn mình được công nhận là người Trung Quốc" (nguyên văn: I am proud to say that when I was awarded the Fields Medal in mathematics, I held no passport of any country and should certainly be considered Chinese). Cho tới năm 1990, ông mới có quyền công dân Hoa Kỳ.
Từ năm 1984 đến năm 1987, ông làm việc tại đại học California, San Diego. Từ năm 1987, ông làm việc tại đại học Harvard.

## Đóng góp chính cho toán học
Khâu đã có những đóng góp mang tính cách mạng cho hình học vi phân và giải tích hình học hiện đại. William Thurston (huy chương Fields năm 1982) đã nói như sau về công trình của Khâu:
"Chúng ta hiếm khi có cơ hội được nhìn thấy cảnh tượng công việc của một nhà toán học có thể ảnh hưởng đến toàn bộ một lĩnh vực trong một thời gian ngắn. Trong lĩnh vực hình học ở thập niên vừa qua, một trong những ví dụ đáng kinh ngạc cho việc này chính là những đóng góp của Khâu Thành Đồng." (nguyên văn:"We have rarely had the opportunity to witness the spectacle of the work of one mathematician affecting, in a short span of years, the direction of whole areas of research. In the field of geometry, one of the most remarkable instances of such an occurrence during the last decade is given by the contributions of Shing-Tung Yau.")

### Giả thuyết Calabi
Năm 1978, thông qua việc nghiên cứu phương trình Monge-Ampere phức (xem thêm ở [3]), Khâu đã giải quyết giả thuyết Calabi, được nêu ra bởi Eugenio Calabi vào năm 1954. Ông đã chứng minh được rằng metric Kahler-Einstein tồn tại trên bất kỳ đa tạp Kahler đóng nào có lớp Chern (Chern class) thứ nhất không âm. Phương pháp của Khâu là vận dụng một cách thích hợp những khám phá trước đó của Calabi, Jurgen Moser và Aleksei Pogorelov cho phương trình vi phân đạo hàm riêng elliptic tựa tuyến tính (quasilinear elliptic) và phương trình Monge-Ampere thực để giải quyết phương trình Monge-Ampere phức.
Định lý năng lượng dương
Định lý năng lượng dương, được chứng minh bởi Khâu và Richard Schoen - một học trò và là đồng nghiệp cộng tác của ông, được phát biểu theo ngôn ngữ vật lý như sau:
Trong thuyết tương đối tổng quát của Einstein, năng lượng tương đối của một hệ vật lý cô lập là không âm.
Tuy nhiên, nó lại là một vấn đề cụ thể trong hình học vi phân và giải tích hình học. Cách tiếp cận của Schoen và Yau dựa trên nghiên cứu của họ về đa tạp Riemann với độ cong vô hướng (scalar curvature) dương.
Nguyên lý cực đại Omori-Khâu (Omori-Yau)
Năm 1975, Khâu đã mở rộng một phần định lý của Hideki Omori, cho phép áp dụng nguyên lý cực đại vào các không gian không compact, các không gian mà trên đó giá trị lớn nhất chưa chắc tồn tại. Định lý có thể phát biểu như sau:
Cho {\displaystyle (M,g)} là một đa tạp Riemann trơn, đủ có độ cong Ricci bị chặn dưới. Xét u là một hàm khả vi liên tục cấp 2 trên {\displaystyle M} sao cho u bị chặn trên. Khi đó tồn tại một dãy {\displaystyle p_{k}} trên {\displaystyle M} sao cho:
{\displaystyle \lim _{k\rightarrow \infty }u(p_{k})=\sup _{M}u} {\displaystyle \lim _{k\rightarrow \infty }|du(p_{k})|_{g}\rightarrow 0} {\displaystyle \limsup _{k\rightarrow \infty }\Delta ^{g}u(p_{k})\leq 0}
Công thức của Omori yêu cầu giả thiết chặt hơn đó là độ cong mặt cắt (sectional curvature) của g bị chặn dưới bởi một hằng số, mặc dù nó cho ta một kết luận mạnh hơn, khi toán tử Laplace của có thể thay bằng Hessian.
Một áp dụng trực tiếp của nguyên lý cực đại Omori-Yau là một mở rộng của bổ đề Schwarz (một kết quả cổ điển trong giải tích phức) của Yau năm 1978.
Các bất đẳng thức Harnack vi phân
Trong bài báo của mình về nguyên lý cực đại Omori-Yau, áp dụng ban đầu là để thiết lập một đánh giá gradient cho một số phương trình đạo hàm riêng elliptic bậc hai.  Xét một đa tạp Riemann trơn, đủ {\displaystyle (M,g)} và một hàm {\displaystyle f} trên {\displaystyle M} thoả mãn một điều kiện nào đó liên kết {\displaystyle \Delta f} với {\displaystyle f} và {\displaystyle df}. Yau đã sử dụng nguyên lý cực đại cho các khai triển có dạng:
{\displaystyle u={\frac {f+c_{1}}{\sqrt {|df|_{g}^{2}+c_{2}}}}}
để chỉ ra rằng {\displaystyle u} phải bị chặn dưới bởi một hằng số dương. Kết luận này cho ta một chặn trên cho cỡ của gradient của hàm {\displaystyle \log(f+c_{1})}.
Những đánh giá mới lạ này được gọi là các bất đẳng thức Harnack vi phân do ta có thể tích phân trên một đường bất kì trong {\displaystyle M} để xây dựng được các bất đẳng thức có dạng bất đẳng thức Harnack cổ điển (tham khảo thêm [4]), trực tiếp so sánh các giá trị của một nghiệm cho một phương trình vi phân tại hai điểm đầu vào khác nhau.
Một điểm đáng lưu ý là các bất đẳng thức Harnack vi phân xuất hiện trong chứng minh giả thuyết Hình học hoá Thurston của nhà toán học nga Grigori Perelman.

### Định lý Donaldson-Uhlenbeck-Yau
...